# Dhoraji
Dhoraji è una suddivisione dell'India, classificata come municipality, di 80.807 abitanti, situata nel distretto di Rajkot, nello stato federato del Gujarat. In base al numero di abitanti la città rientra nella classe II (da 50.000 a 99.999 persone).

## Geografia fisica
La città è situata a 21° 43' 60 N e 70° 27' 0 E e ha un'altitudine di 72 m s.l.m..

## Società

### Evoluzione demografica
Al censimento del 2001 la popolazione di Dhoraji assommava a 80.807 persone, delle quali 41.163 maschi e 39.644 femmine. I bambini di età inferiore o uguale ai sei anni assommavano a 8.665, dei quali 4.668 maschi e 3.997 femmine. Infine, coloro che erano in grado di saper almeno leggere e scrivere erano 57.562, dei quali 31.915 maschi e 25.647 femmine.